# 진잠초등학교
진잠초등학교는 대한민국 대전광역시 유성구 원내동에 있는 공립 초등학교이다.

## 학교 연혁
- 1913년 5월 20일 진잠공립보통학교 개교
- 1938년 4월 1일 진잠공립심상소학교로 개칭[1]
- 1941년 4월 1일 진잠공립국민학교로 개칭[2]
- 1941년 6월 1일 남선국민학교 분리
- 1963년 4월 14일 학하국민학교 분리
- 1966년 4월 4일 방성국민학교 분리
- 1981년 3월 10일 병설유치원 개원
- 1983년 2월 15일 대전시 편입[3]
- 1993년 3월 1일 방성국민학교 통합
- 1996년 3월 1일 진잠초등학교로 개칭[4]
- 2011년 12월 16일 진솔관(다목적강당) 개관
- 2021년 2월 16일 제105회 졸업식 91명(총 누계 11,865명)
- 2021년 3월 1일 27(1)학급 편성, 병설유치원(2학급) 편성
- 2022년 2월 16일 제106회 졸업식 92명(총 누계 11,957명)
- 2022년 3월 1일 26(1)학급 편성, 유치원 2학급 편성

## 학교모습

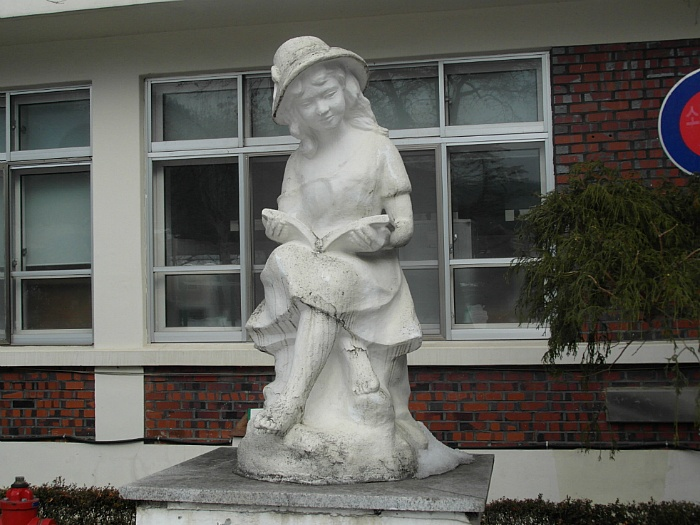
책읽는 소녀 동상
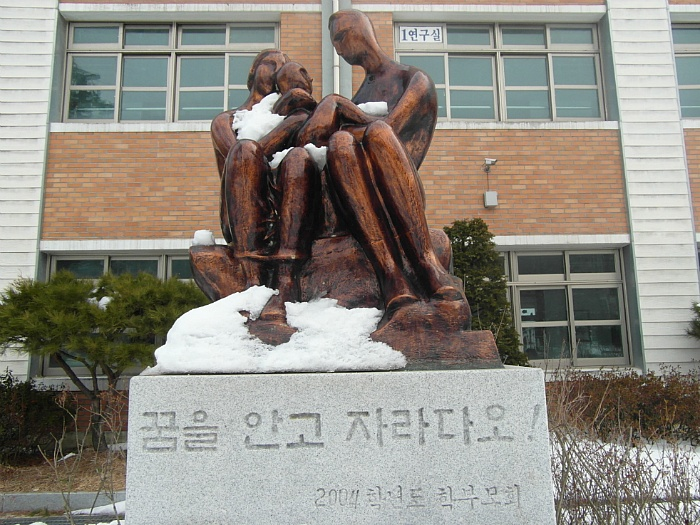
가족 동상
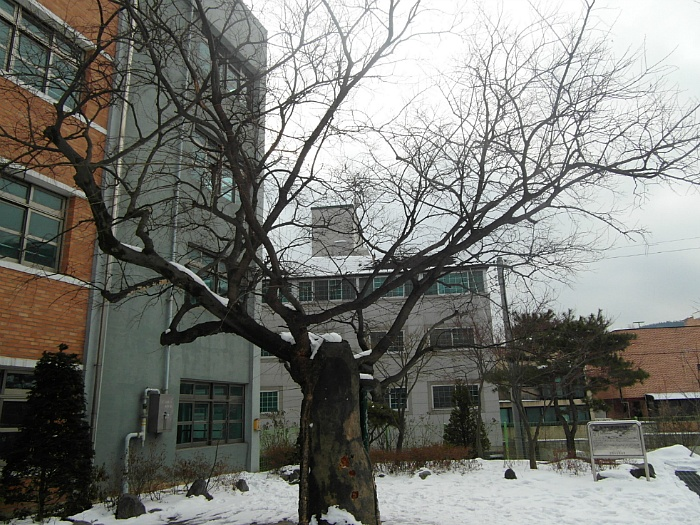
팽나무
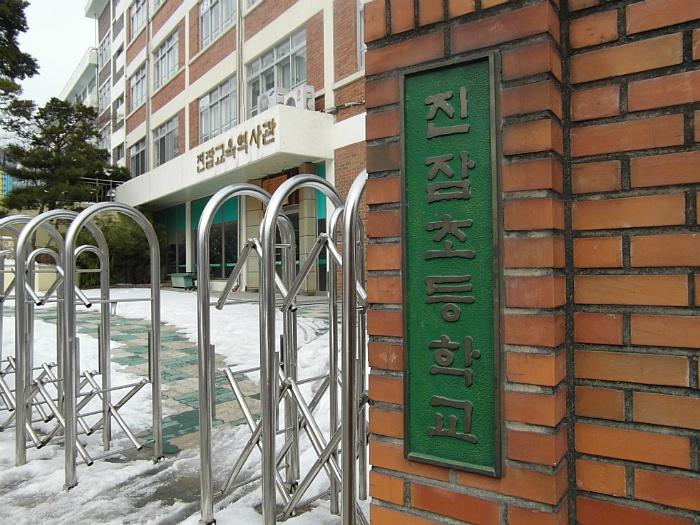
문패와 대문
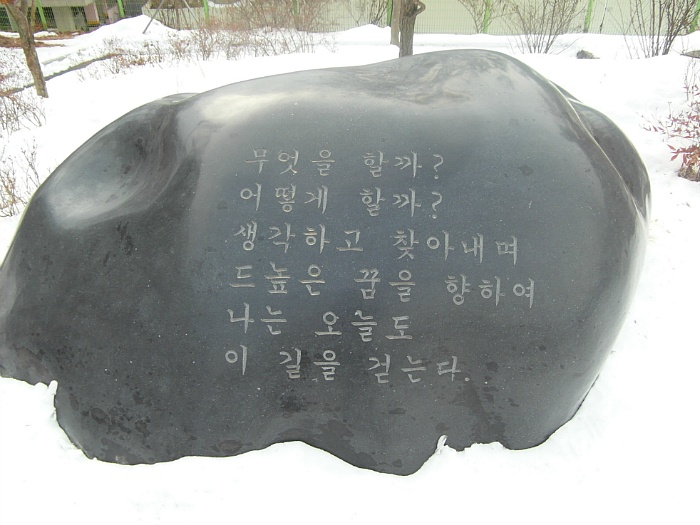
표석
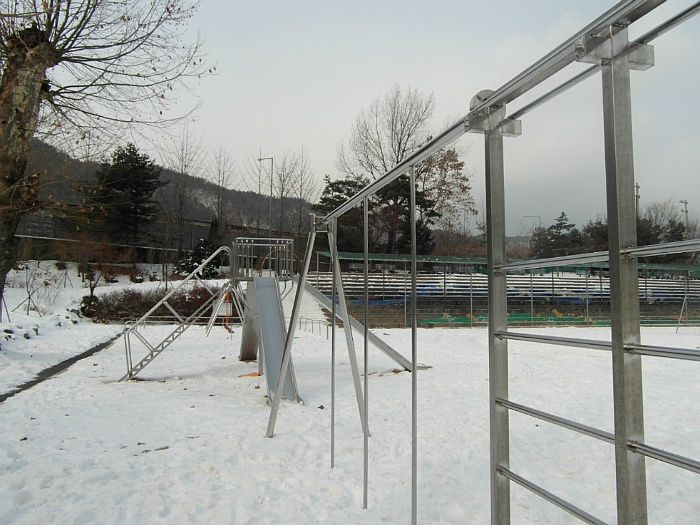
놀이터

## 학교 상징
- 교화 - 영산홍(사랑과 아름다움) : 사랑과 아름다움을 뽐내는 영산홍처럼 착한 마음으로 서로 사랑하며 예쁘게 자라자
- 교목 - 소나무(푸르고 굳센 기상) : 늘 푸르고 굳센 소나무의 기상처럼 큰 꿈을 키우며 튼튼하게 자라서 나라의 기둥이 되자

## 참고 자료
- 진잠초등학교 - 한국교육학술정보원 학교알리미